# تومي إنجلش
تومي إنجلش (بالإنجليزية: Tommy English)‏ هو سياسي بريطاني، ولد في 1960، وتوفي في 31 أكتوبر 2000. حزبياً، نشط في Ulster Democratic Party ‏.